# Tour della nazionale maschile di rugby a 15 della Nuova Zelanda 1997
Nel 1997,  gli All Blacks della nazionale neozelandese di "Rugby a 15", si recano in tour nelle Isole Britanniche.
Ben 4 i test match, di cui 3 vinti. Solo nell'ultimo l'Inghilterra riuscirà a fermare i tutti neri sul pareggio.

## Risultati
| Arbitro: | B. Campsall |

|  |      |                                                                                    |
|  | mt   | Z. Brooke, Cullen (4) Hewitt (2), Ieremia I.Jones, Kronfeld Marshall, J.Wilson (2) |
|  | tr   | Mehrtens (2), J. Preston Wilson (2)                                                |
|  | c.p. | Mehrtens                                                                           |

Netto successo degli All Blacks, nel match contro la nazionale "A" Gallese. Eroe del match è Carlos Spencer autore di 18punti
| Arbitro: | J. Pearson |

|             |      |                                                    |
| D. R. James | mt   | M.Carter, Lomu McLeod (2), Miller Oliver, Robinson |
|             | tr   | Spencer5                                           |
| B. Hayward  | c.p. | Spencer2                                           |

GlI All Blacks, travolgono anche l'Irlanda, contro la quale mantengono il record di imbattibilità sin dal 1905.
| Arbitro: | Tony Spreadbury |

|        |      |                                                |
| Wood 2 | mt   | Ieremia, Marshall Mehrtens, Osborne 2 Wilson 2 |
| Elwood | tr   | Mehrtens 5                                     |
| Elwood | c.p. | Mehrtens 6                                     |

La nazionale “emergenti” dell'Inghilterra viene letteralmente sommersa dai neozelandesi, grazie soprattutto all'estro della stella nascente Carlos Spencer, e alle mete di Jonah Lomu e alla grande prestazione di Todd Miller (3 mete)
| Arbitro: | Pablo de Luca |

|             |      |                                                     |
| Greenstock  | mt   | Kronfeld, Lomu (2) Miller (3), Riechelmann Surridge |
| Grayson     | tr   | Spencer (5)                                         |
| Grayson (5) | c.p. |                                                     |

All'Inghilterra non riesce il miracolo contro la Nuova Zelanda e gli All Blacks si aggiudicano un match assai più equilibrato di quanto non dica il punteggio. Incontro che si gioca nell'inconsueta cornice (almeno per il rugby) dell'Old Trafford
| Arbitro: | Peter Marshall |

|              |      |                        |
| de Glanville | mt   | Jones, Randell, Wilson |
|              | tr   | Mehrtens 2             |
| Catt         | c.p. | Mehrtens 2             |

Il terzo match in Inghilterra è contro una selezione ad inviti. Il match assai equibrilato è deciso ancora dall'estro di Carlos Spencer
| Arbitro: | R. Davies |

|              |      |               |
| M. Wood      | mt   | Hopa, Spencer |
|              | tr   | Spencer       |
| Stimpson (2) | c.p. | Spencer (2)   |

Facilissimo il successo contro un Galles troppo rassegnato per opporre una valida resistenza
| Arbitro: | Wayne Erickson |

|           |      |                            |
| Walker    | mt   | Cullen 3, Marshall Randell |
| N.Jenkins | tr   | Mehrtens 4                 |
|           | c.p. | Mehrtens 2                 |
|           | drop | Z.Brooke                   |

| Arbitro: | Alan Lewis |

|            |      |                                   |
| S. Benton  | mt   | McLeod, Oliver Riechelmann, Umaga |
| Stimpson   | tr   | Spencer 2                         |
| Stimpson 4 | c.p. | Spencer, Preston                  |

È il match della vita per gli inglesi che colgono un clamoroso pareggio, dopo aver chiuso il primo tempo in vantaggio per 23-9. Agli osservatori, l'Inghilterra sembra pronat per la sfida ai più forti per la coppa del Mondo 1999
| Arbitro: | Jim Fleming |

|                       |      |                  |
| Dallaglio, Hill, Rees | mt   | Little, Mehrtens |
| Grayson               | tr   | Mehrtens 2       |
| Grayson               | c.p. | Mehrtens 4       |